# Rottier
Pour les articles homonymes, voir Rottier (homonymie).
Rottier est une commune française située dans le département de la Drôme en région Auvergne-Rhône-Alpes.

## Géographie

### Localisation
Rottier est situé à 5 km à l'est de La Motte-Chalancon.

### Relief et géologie
- La Haute-Huche (1165 m)[1].

### Hydrographie
La commune est arrosée par la rivière Oule.

### Climat
Pour des articles plus généraux, voir Climat d'Auvergne-Rhône-Alpes et Climat de la Drôme.
En 2010, le climat de la commune est de type climat méditerranéen altéré, selon une étude du Centre national de la recherche scientifique s'appuyant sur une série de données couvrant la période 1971-2000. En 2020, Météo-France publie une typologie des climats de la France métropolitaine dans laquelle la commune est exposée à un climat de montagne ou de marges de montagne et est dans la région climatique  Alpes du sud, caractérisée par une pluviométrie annuelle de 850 à 1 000 mm, minimale en été. 
Pour la période 1971-2000, la température annuelle moyenne est de 11,1 °C, avec une amplitude thermique annuelle de 16,6 °C. Le cumul annuel moyen de précipitations est de 954 mm, avec 7,8 jours de précipitations en janvier et 5 jours en juillet. Pour la période 1991-2020, la température moyenne annuelle observée sur la station météorologique de Météo-France la plus proche, « Bellegarde-en-Diois », sur la commune de Bellegarde-en-Diois à 7 km à vol d'oiseau, est de 10,5 °C et le cumul annuel moyen de précipitations est de 1 016,9 mm,. Pour l'avenir, les paramètres climatiques de la commune estimés pour 2050 selon différents scénarios d'émission de gaz à effet de serre sont consultables sur un site dédié publié par Météo-France en novembre 2022.

## Urbanisme

### Typologie
Au 1er janvier 2024, Rottier est catégorisée commune rurale à habitat très dispersé, selon la nouvelle grille communale de densité à 7 niveaux définie par l'Insee en 2022.
Elle est située hors unité urbaine et hors attraction des villes,.

### Occupation des sols
L'occupation des sols de la commune, telle qu'elle ressort de la base de données européenne d’occupation biophysique des sols Corine Land Cover (CLC), est marquée par l'importance des forêts et milieux semi-naturels (66,6 % en 2018), en diminution par rapport à 1990 (72,9 %). La répartition détaillée en 2018 est la suivante : 
forêts (37,4 %), zones agricoles hétérogènes (33,4 %), milieux à végétation arbustive et/ou herbacée (29,2 %). L'évolution de l’occupation des sols de la commune et de ses infrastructures peut être observée sur les différentes représentations cartographiques du territoire : la carte de Cassini (XVIIIe siècle), la carte d'état-major (1820-1866) et les cartes ou photos aériennes de l'IGN pour la période actuelle (1950 à aujourd'hui).

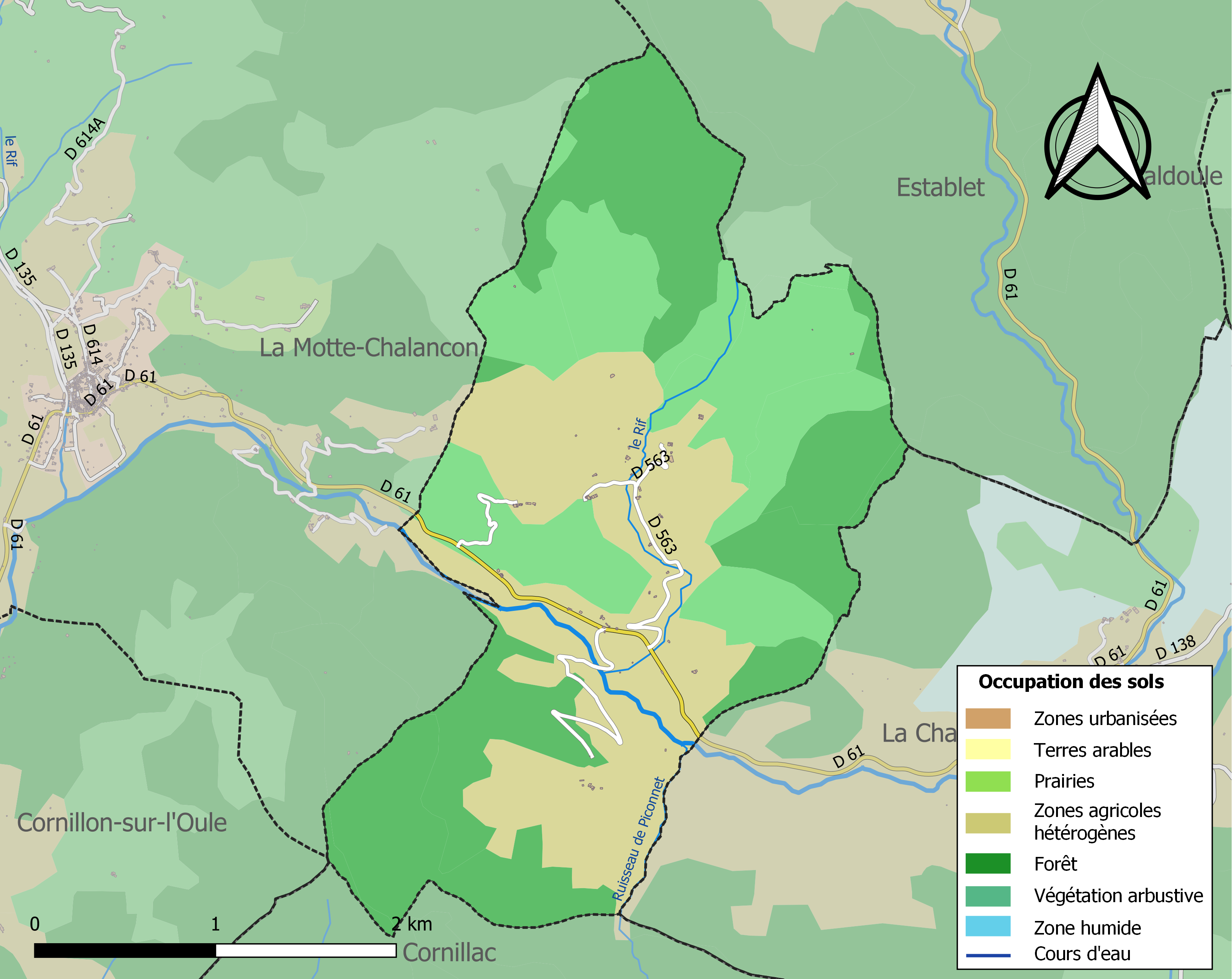
Carte des infrastructures et de l'occupation des sols de la commune en 2018 (CLC).

### Morphologie urbaine
Village perché.

## Toponymie

### Attestations
Dictionnaire topographique du département de la Drôme :
- 1251 : Riortier (cartulaire de l'Île-Barbe).
- XIVe siècle : mention de la paroisse : Capella de Riorterio (pouillé de Die).
- 1415 : mention de la paroisse : Cura de Rusterio (rôle de décimes).
- 1452 : Riorteriis (archives de la Drôme, E 2487).
- 1509 : mention de l'église Sainte-Marie-Madeleine : Ecclesia Beate Marie Magdalene Rorterii (visites épiscopales).
- 1516 : mention de la paroisse : Cura de Roterio (rôle de décimes).
- 1570 : Routiers (archives de la Drôme, E 2487).
- 1576 : Routtiers (archives de la Drôme, E 2487).
- 1788 : Rotier et Routier (Alman. du Dauphiné).
- 1891 : Rottier, commune du canton de La Motte-Chalancon.

## Histoire

### Du Moyen Âge à la Révolution
La seigneurie :
- Possession des comtes de Diois au Moyen-Âge[1].
- Au point de vue féodal, Rottier était une terre qui, vraisemblablement démembrée de celle de Cornillon, appartenait en 1788 aux Bouvard de Saint-Lambert[13].

Avant 1790, Rottier était une communauté de l'élection de Montélimar, de la subdélégation de Crest et du bailliage de Die.

Elle formait une paroisse du diocèse de Die, dont l'église était dédiée à sainte Marie-Madeleine. La cure était de la collation de l'évêque diocésain ; les dîmes appartenaient au curé.

### De la Révolution à nos jours
En 1790, la commune fait partie du canton de la Motte-Chalancon.

## Politique et administration

### Tendance politique et résultats
À l'élection présidentielle de 2017, Emmanuel Macron obtient 33,33 % des suffrages exprimés (7 voix), François Fillon 23,81 % (5 voix), Jean-Luc Mélenchon 19,05 % (4 voix) et Marine Le Pen 14,29 % (3 voix). Emmanuel Macron remporte ensuite 60 % des voix au second tour.
La commune compte vingt-six inscrits sur la liste électorale en 2019.
Aux élections européennes de 2019, c'est le Parti animaliste qui arrive en tête avec 23,08 % des suffrages (3 voix), devant Génération.s (15,38 %, 2 voix) et le Rassemblement national (idem),.

### Liste des maires
| Période                                  | Période                       | Identité            | Étiquette | Qualité     |
| ---------------------------------------- | ----------------------------- | ------------------- | --------- | ----------- |
| Les données manquantes sont à compléter. |                               |                     |           |             |
| mars 2001                                | mars 2008                     | Juliette Chevallier |           |             |
| mars 2008                                | En cours (au 31 octobre 2014) | Jean-Pierre Brachet | SE        | Agriculteur |

## Population et société

### Démographie
L'évolution du nombre d'habitants est connue à travers les recensements de la population effectués dans la commune depuis 1793. Pour les communes de moins de 10 000 habitants, une enquête de recensement portant sur toute la population est réalisée tous les cinq ans, les populations de référence des années intermédiaires étant quant à elles estimées par interpolation ou extrapolation. Pour la commune, le premier recensement exhaustif entrant dans le cadre du nouveau dispositif a été réalisé en 2005.

En 2022, la commune comptait 25 habitants, en évolution de +19,05 % par rapport à 2016 (Drôme : +2,64 %, France hors Mayotte : +2,11 %).
| 1793 | 1800 | 1806 | 1821 | 1831 | 1836 | 1841 | 1846 | 1851 |
| ---- | ---- | ---- | ---- | ---- | ---- | ---- | ---- | ---- |
| 171  | 159  | 216  | 185  | 221  | 214  | 196  | 200  | 183  |

| 1856 | 1861 | 1866 | 1872 | 1876 | 1881 | 1886 | 1891 | 1896 |
| ---- | ---- | ---- | ---- | ---- | ---- | ---- | ---- | ---- |
| 183  | 194  | 183  | 170  | 156  | 133  | 126  | 125  | 112  |

| 1901 | 1906 | 1911 | 1921 | 1926 | 1931 | 1936 | 1946 | 1954 |
| ---- | ---- | ---- | ---- | ---- | ---- | ---- | ---- | ---- |
| 102  | 91   | 82   | 60   | 56   | 60   | 69   | 52   | 56   |

| 1962 | 1968 | 1975 | 1982 | 1990 | 1999 | 2005 | 2006 | 2010 |
| ---- | ---- | ---- | ---- | ---- | ---- | ---- | ---- | ---- |
| 56   | 50   | 45   | 39   | 34   | 33   | 32   | 31   | 30   |

| 2015 | 2020 | 2022 | - | - | - | - | - | - |
| ---- | ---- | ---- | - | - | - | - | - | - |
| 22   | 24   | 25   | - | - | - | - | - | - |

### Enseignement
La commune est rattachée à l'académie de Grenoble.

### Manifestations culturelles et festivités

#### Loisirs
- Pêche et chasse[1].

### Médias
Le territoire de la commune se situe dans l'aire de diffusion de plusieurs médias :
- Presse écrite
  - Le Dauphiné libéré, quotidien régional qui consacre, chaque jour, y compris le dimanche, un ou plusieurs articles à l'actualité du canton et de la commune, ainsi que des informations sur les éventuelles manifestations locales, les travaux routiers, et autres événements divers à caractère local.
  - L'Agriculture Drômoise, journal d'informations agricoles et rurales, couvre l'ensemble du département de la Drôme.
  - Drôme Hebdo (ancien Peuple Libre), hebdomadaire chrétien d'informations.
- Presse audio-visuelle
  - France Bleu est une radio publique diffusée sur son territoire.

### Cultes
Un pèlerinage catholique a lieu le premier dimanche de septembre.

## Économie
En 1992 : lavande, noyers, ovins.

## Culture locale et patrimoine

### Lieux et monuments
- Château ruiné[1].
- Chapelle médiévale Notre-Dame-des-Anges[1].
- Église Sainte-Marie-Madeleine de Rottier du XIXe siècle[1].

### Patrimoine culturel
- Artisanat traditionnel[1].

### Héraldique, logotype et devise
|  | Rottier possède des armoiries dont l'origine et le blasonnement exact ne sont pas disponibles. |